# Roslyn (New York)
Roslyn (/ROHZ-lin/) ist ein Village im Nassau County in New York und liegt am North Shore von Long Island. Im Jahr 2010 hatte der einst Hempstead Harbor genannte Ort 2770 Einwohner. Die Namensänderung erfolgte am 7. September 1844 aus postalischen Gründen, da es auf Long Island mehrere Orte mit diesem Namen gab. Der Name des Ortes ist vom schottischen Dorf Roslin abgeleitet.

## Geographie
Roslyns geographische Koordinaten sind 40° 48′ N, 73° 39′ W (40,800100, −73,650573). Das Village befindet sich am östlichen Rand der Town of North Hempstead. Nach den Angaben des United States Census Bureaus hat der Ort eine Fläche von 1,7 km², wovon 1,6 km² auf Land und 0,1 km² (= 1,56 %) auf Gewässer entfallen.
Zum Umland Roslyns gehören:
- East Hills
- Flower Hill
- Greenvale
- Roslyn Estates
- Roslyn Harbor
- Roslyn Heights
- Searingtown

## Demographie
Zum Zeitpunkt des United States Census 2000 bewohnten Roslyn 2570 Personen. Die Bevölkerungsdichte betrug 1575,1 Personen pro km². Es gab 1124 Wohneinheiten, durchschnittlich 688,9 pro km². Die Bevölkerung Roslyns bestand zu 86,81 % aus Weißen, 2,33 % Schwarzen oder African American, 0,08 % Native American, 6,15 % Asian, 2,02 % gaben an, anderen Rassen anzugehören und 2,61 % nannten zwei oder mehr Rassen. 6,34 % der Bevölkerung erklärten, Hispanos oder Latinos jeglicher Rasse zu sein.
Die Bewohner Roslyns verteilten sich auf 1060 Haushalte, von denen in 25,8 % Kinder unter 18 Jahren lebten. 47,3 % der Haushalte stellten Verheiratete, 7,1 % hatten einen weiblichen Haushaltsvorstand ohne Ehemann und 43,1 % bildeten keine Familien. 37,7 % der Haushalte bestanden aus Einzelpersonen und in 9,5 % aller Haushalte lebte jemand im Alter von 65 Jahren oder mehr alleine. Die durchschnittliche Haushaltsgröße betrug 2,17 und die durchschnittliche Familiengröße 2,89 Personen.
Die Bevölkerung verteilte sich auf 18,2 % Minderjährige, 3,6 % 18–24-Jährige, 30,2 % 25–44-Jährige, 25,3 % 45–64-Jährige und 22,7 % im Alter von 65 Jahren oder mehr. Das Durchschnittsalter betrug 44 Jahre. Auf jeweils 100 Frauen entfielen 83,8 Männer. Bei den über 18-Jährigen entfielen auf 100 Frauen 78,4 Männer.
Das mittlere Haushaltseinkommen in Roslyn betrug 72.404 US-Dollar und das mittlere Familieneinkommen erreichte die Höhe von 101.622 US-Dollar. Das Durchschnittseinkommen der Männer betrug 65.156 US-Dollar, gegenüber 45.221 US-Dollar bei den Frauen. Das Pro-Kopf-Einkommen in Roslyn war 47.166 US-Dollar. 4,1 % der Bevölkerung und 1,3 % der Familien hatten ein Einkommen unterhalb der Armutsgrenze, davon waren 2,9 % der Minderjährigen und 2,7 % der Altersgruppe 65 Jahre und mehr betroffen.

## Historisches Zentrum
Das historische Zentrum Roslyns steht unter Denkmalschutz. Der Main Street Historic District umfasst die zuerst besiedelten Straßen Roslyns mit mehreren Gebäuden aus dem frühen 19. Jahrhundert. Der
Roslyn Village Historic District umfasst den Rest des Ortskerns, der überwiegend aus gewerblichen Objekten und öffentlichen Einrichtungen aus dem späten 19. und frühen 20. Jahrhunderts besteht, zieht sich am East Broadway entlang.

## Friedhof
Auf dem örtlichen Friedhof sind die Autorin Frances Hodgson Burnett und der Kongressabgeordnete für New York von 1865 bis 1869 Stephen Taber begraben. Der Geschäftsmann William Cullen Bryant und der Autor Christopher Morley lebten in Roslyn und wurden ebenfalls hier beerdigt.

## Nennenswerte Personen mit Lebenshintergrund in Roslyn
- Der Autor von Jurassic Park und der Fernsehserie Emergency Room, Michael Crichton, wuchs hier auf und besuchte die Highschool Roslyns.
- Allison Danzig, ein Sportjournalist von The New York Times und Fachautor, lebte in Roslyn.
- Der Industrielle Clarence Mackay lebte ebenfalls in Roslyn.
- Der Jurist, Offizier und Politiker Benjamin A. Willis (1840–1886) wurde in Roslyn geboren.
- Der drei Mal mit dem Oscar für die Beste Kameraarbeit ausgezeichnete Kameramann Arthur C. Miller (1895–1970) wurde in Roslyn geboren.
- Die Modedesignerin Lilly Pulitzer wurde am 7. Juli 1931 in Roslyn geboren.
- Der Jazz-Komponist und Vibraphonist David Friedman ist in Roslyn aufgewachsen.[4]